# Сан Ђорђо а Колоника (Фиренца)
Сан Ђорђо а Колоника је насеље у Италији у округу Фиренца, региону Тоскана.
Према процени из 2011. у насељу је живело 261 становника. Насеље се налази на надморској висини од 38 м.